# Jours de jeunesse
Pour plus de détails, voir Fiche technique et Distribution.
Jours de jeunesse (学生ロマンス 若き日, Gakusei romansu: wakaki hi) est un film japonais muet réalisé par Yasujirō Ozu et sorti en 1929. C'est le premier film du cinéaste, qui en a déjà réalisé huit, à avoir survécu.

## Synopsis
Une comédie tournant autour du ski.

## Fiche technique
- Titre original : 学生ロマンス 若き日 (Gakusei romansu: wakaki hi?)[2]
- Titre français : Jours de jeunesse
- Réalisation : Yasujirō Ozu
- Scénario : Akira Fushimi
- Photographie : Hideo Shigehara
- Montage : Hideo Shigehara
- Société de production : Shōchiku
- Pays d'origine :  Empire du Japon
- Format : noir et blanc — 1,33:1 — 35 mm — muet
- Genre : comédie
- Durée : 104 minutes[2] (métrage : dix bobines - 2 854 m[3])
- Date de sortie :
  - Empire du Japon : 13 avril 1929[3]

## Distribution
- Ichirō Yūki (ja) : Bin Watanabe, un étudiant
- Tatsuo Saitō : Shūichi Yamamoto, un étudiant
- Junko Matsui (ja) : Chieko
- Chōko Iida : la tante de Chieko
- Eiko Takamatsu : la propriétaire de la chambre louée par Watanabe
- Shōichi Kofujita (ja) : Katsuji, son fils
- Ichirō Yūki (ja) : le professeur Anayama
- Takeshi Sakamoto : un professeur
- Shin'ichi Himori : Hatamoto, le capitaine du club de ski
- Fusao Yamada : Kobayashi, un étudiant
- Chishū Ryū : un étudiant
- Shigeru Ogura : un étudiant